# Shuishizhen (ort i Kina, Hunan Sheng, lat 25,45, long 111,89)
Shuishizhen (kinesiska: 水市镇) är en ort i Kina. Den ligger i provinsen Hunan, i den södra delen av landet, omkring 320 kilometer söder om provinshuvudstaden Changsha. Antalet invånare är 63 323. Befolkningen består av 29 309 kvinnor och 34 014 män. Barn under 15 år utgör 20,0 %, vuxna 15-64 år 70 %, och äldre över 65 år 9,0 %.
Runt Shuishizhen är det tätbefolkat, med 308 invånare per kvadratkilometer. Närmaste större samhälle är Shunling, 16,1 km norr om Shuishizhen. I omgivningarna runt Shuishizhen växer huvudsakligen savannskog.
Genomsnittlig årsnederbörd är 2 044 millimeter. Den regnigaste månaden är maj, med i genomsnitt 302 mm nederbörd, och den torraste är oktober, med 49 mm nederbörd.